# Styca

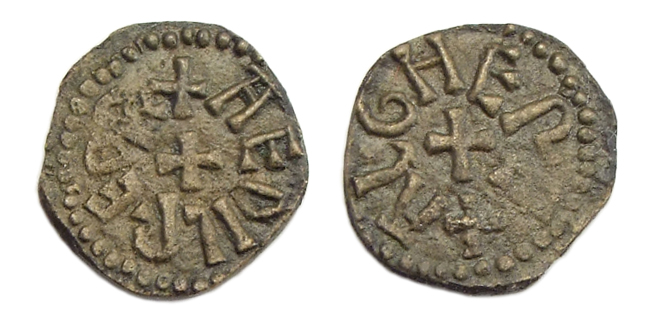
Styca Æthelreds II. von Northumbria

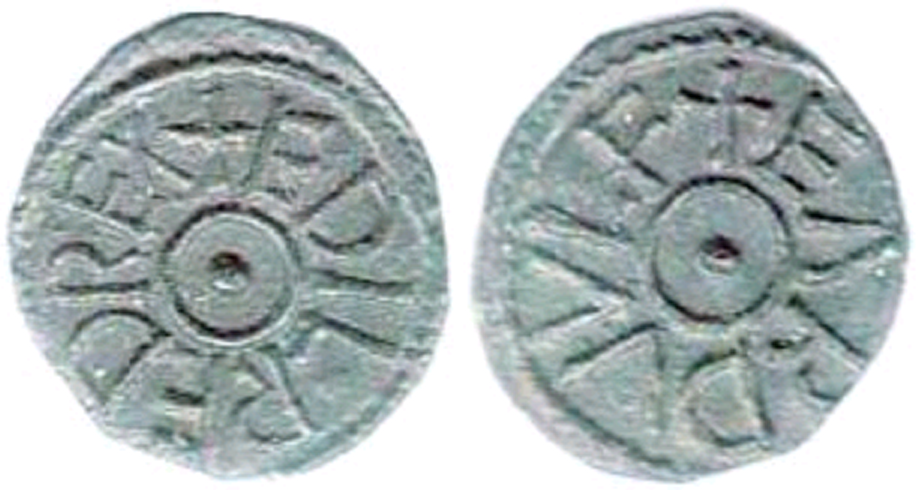
Styca Æthelreds II. von Northumbria

Die Styca ist eine angelsächsische (genauer northumbrische) Münze des 8. und 9. Jahrhunderts von geringem Wert, aber großer Verbreitung. Der Name geht zurück auf das altenglische Wort stycce, welches mit dem deutschen Wort „Stück“ verwandt ist.

## Geschichte
Die ersten Prägungen von Stycas stammen aus der Zeit um 790; sie bestanden aus minderwertigem Silber und wurden zuerst vom northumbrischen König Æthelred I. während seiner zweiten Amtszeit in Umlauf gebracht; danach wurden sie von seinen Nachfolgern weiterhin geprägt. Sein späterer Nachfolger Æthelred II. brachte sie als Kupfermünze um die Mitte des 9. Jahrhunderts in hoher Zahl erneut in Verkehr. Darüber hinaus gab es auch nicht autorisierte Prägungen von Bischöfen etc. Mit den Raubzügen der Wikinger schwand ihre Bedeutung. Die meisten Stycas wurden in Horten entdeckt.

## Aussehen
Der Münzdurchmesser der Styca schwankt um 13 mm, ihre Dicke liegt etwa bei 0,5 mm. Der Name des Königs oder auch des Bischofs umschließt die Vorderseite (Avers), der Name des Münzprägers fasst die Rückseite (Revers) ein. Den äußeren Rand bildet in der Regel ein Perlkreis. Oft bilden ein Kreuz oder ein Kreis die Mitte beider Seiten. Wie bei anderen mittelalterlichen Münzen auch, fehlen jegliche Wertangaben.

## Hortfunde
- Hexham Hort
- Kirkoswald Hort
- St Leonard’s Place Hoard
- Hort von Talnotrie